# Bourriot-Bergonce
Bourriot-Bergonce là một xã trong tỉnh Landes ở Aquitaine tây nam nước Pháp

## Biến động dân số
| 1962                                                            | 1968 | 1975 | 1982 | 1990 | 1999 | 2006 |
| --------------------------------------------------------------- | ---- | ---- | ---- | ---- | ---- | ---- |
| 428                                                             | 490  | 423  | 383  | 305  | 311  | 312  |
| Nombre retenu à partir de 1962: Population sans doubles comptes |      |      |      |      |      |      |